# Carline à feuilles d'acanthe
Carlina acanthifolia
Espèce
Classification phylogénétique
La Carline à feuilles d'acanthe (Carlina acanthifolia) est une espèce de plantes à fleurs appartenant au genre Carlina et à la famille des Astéracées ou Composées, comme l'artichaut. Elle fleurit en été et au début de l'automne en montagne, le plus souvent dans les prés secs. Elle est endémique des montagnes européennes.

## Dénominations
- Le nom générique Carlina a été emprunté à l'italien. C'est une probable variante de cardina, dérivé de cardo (= chardon), le mot s'étant croisé avec Carlo (= Charles) sans doute sous l'influence d'une légende voulant qu'un ange ait montré à Charlemagne l'espèce Carlina acaulis en la lui présentant comme un remède contre la peste. Les qualificatifs acanthifolia et cynara évoquent l'un une ressemblance avec les feuilles d'acanthe, l'autre avec celles de l'artichaut.
- Noms vernaculaires français : Carline à feuilles d'acanthe (et Carline artichaut), Baromètre (ou Chardon baromètre), Cardabelle, Chardousse, Pinchinelle.
- Allemand : Akanthusblättrige Eberwurz, Dornrose, Sonenrose, Wetterrosen. Anglais : golden thistle. Italien : carlina zolfina.

## Sous-espèces

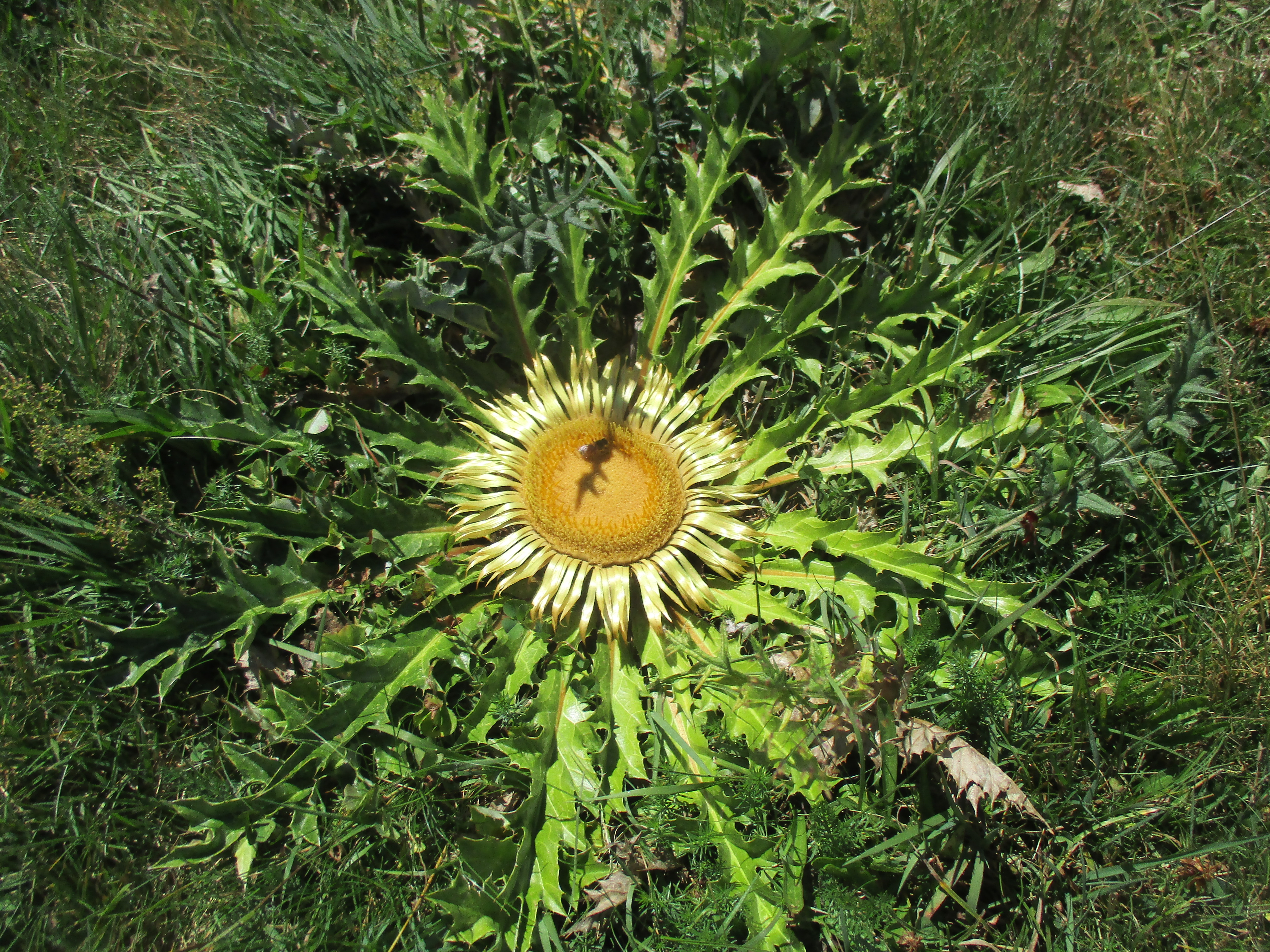
Carlina acanthifolia subsp. cynara (Pourr. ex DC.) Arcang., 1882
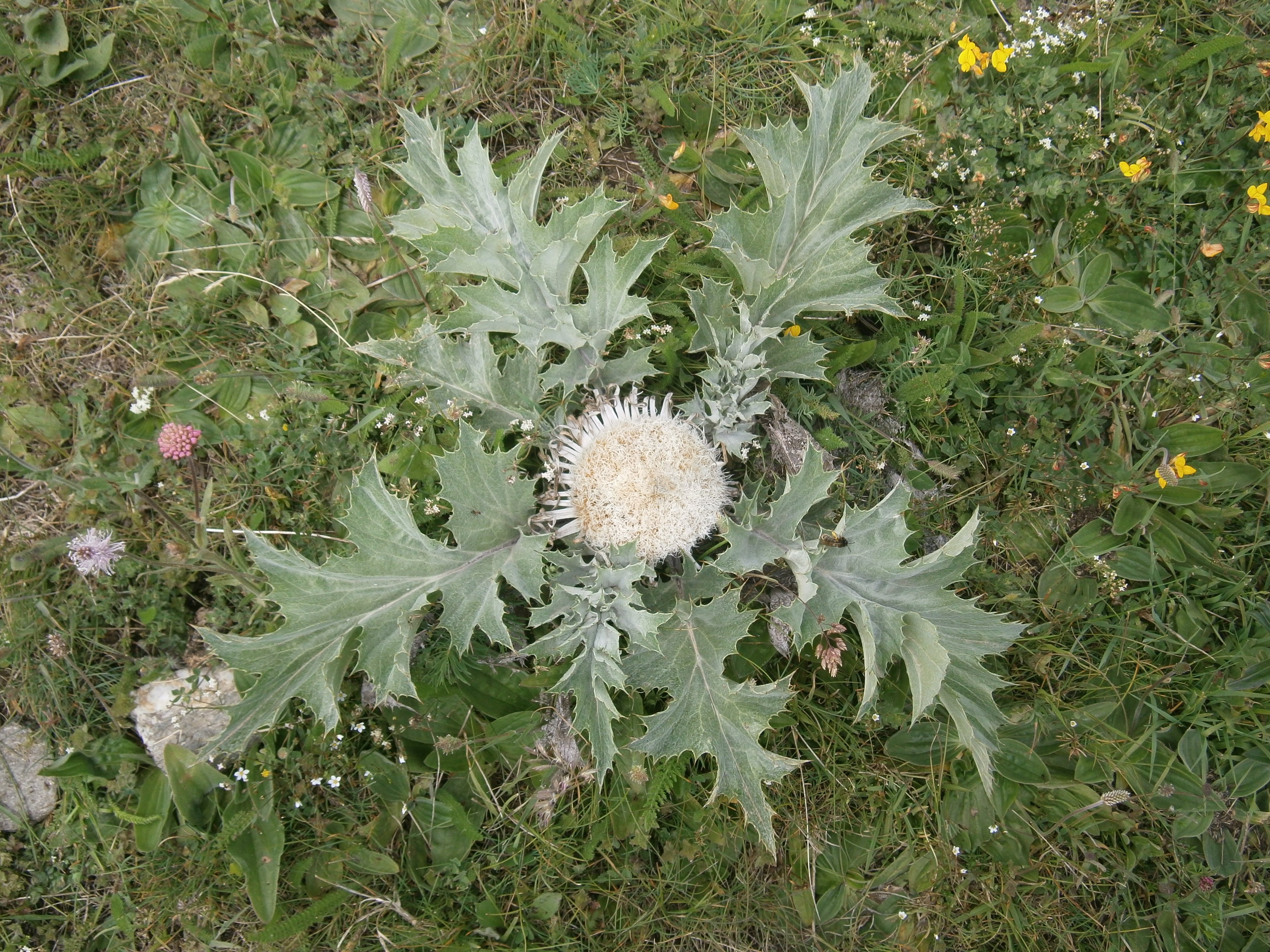
Carlina acanthifolia All., 1773 subsp. acanthifolia

Il existe quatre sous-espèces, :
- Carlina acanthifolia All. subsp. acanthifolia
- Carlina acanthifolia subsp. cynara (Pourr. ex DC.) Arcang., appelée aussi « Carline artichaut ».
- Carlina acanthifolia nothosubsp. lecoqii (Arènes) B.Bock
- Carlina acanthifolia subsp. utzka (Hacq.) Meusel & A.Kástner

## Description

### Sous-espècecynara

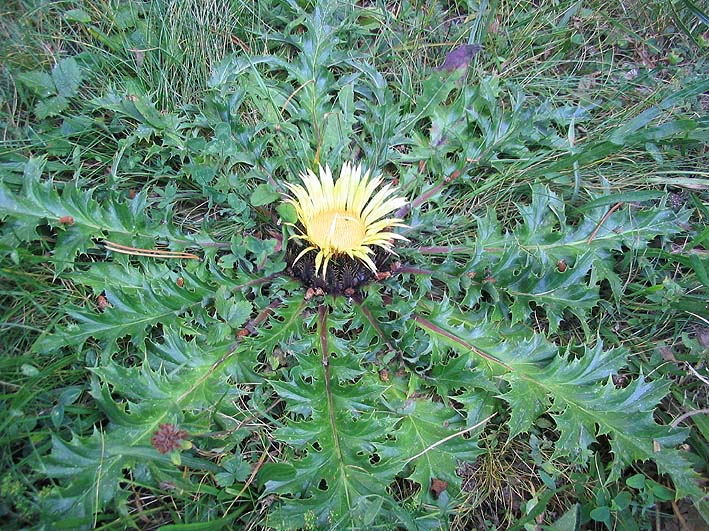
Vue d'ensemble de la plante.

Plante vivace ou bisannuelle acaule (tige inexistante ou imperceptible). Grandes feuilles en rosette étalée, vertes à l'avers, blanchâtres au revers, pennatifides à lobes épineux. L'involucre possède trois types de bractées :
- Les extérieures, vertes, sont identiques aux feuilles par leur forme (caractéristique du genre Carlina).
- Les moyennes, ovales et noirâtres, fibreuses, sont entourées de cils épineux réguliers et non divisés.
- Les intérieures, rayonnantes autour du capitule, sont jaune pâle doré, légèrement membraneuses, et ont l'aspect de ligules.

Pendant une ou plusieurs années, il y a fabrication de rosettes de feuilles et mises en réserve dans les racines pivotantes.
Les fleurons, tous tubulés, forment au centre du capitule un disque généralement jaune pâle (couleur à peu près identique à celle des bractées intérieures).

### Sous-espèceacanthifolia
Même description, mais espèce monocarpique dont les feuilles  sont blanchâtres des deux côtés, et les bractées moyennes sont plus épineuses, à épines irrégulières. Disque souvent rose.

## Caractéristiques
Organes reproducteurs :
- Type d'inflorescence : capitule simple
- Répartition des sexes : hermaphrodite
- Type de pollinisation : entomogame, autogame
- Période de floraison : juillet à septembre

Graine :
- Type de fruit : akène
- Mode de dissémination : anémochore

Habitat et répartition :
- Habitat type :
  - pelouses basophiles médioeuropéennes occidentales, mésohydriques, mésothermes, pyrénéennes, montagnardes (cynara)
  - pelouses basophiles sub/supra à oroméditerranéennes nevado-illyriennes (acanthifolia)
- Aire de répartition : orophyte méridional (exemple : Causse du Larzac, Causse de Blandas)

Données d'après : Julve, Ph., 1998 ff. - Baseflor. Index botanique, écologique et chorologique de la flore de France. Version : 23 avril 2004. 

## Propriétés

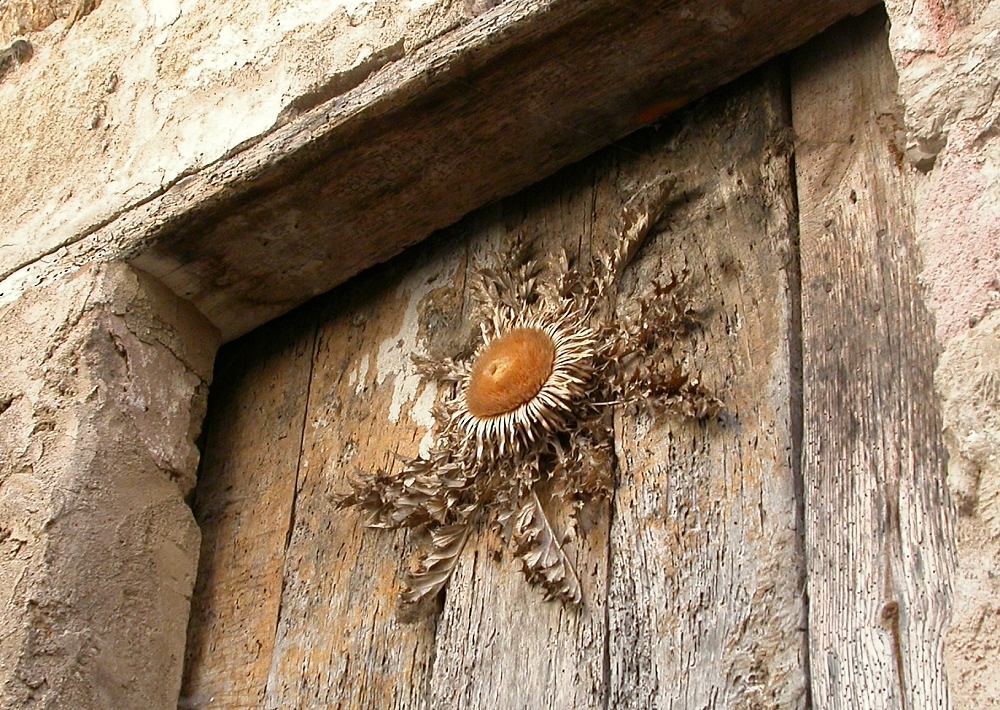
Porte à Saint-Guilhem-le-Désert.

Souvent recherché et cueilli pour son aspect très décoratif, ce chardon sert de baromètre : la plante voit son capitule se refermer à l'approche du mauvais temps. Le capitule se conserve séché et est souvent accroché aux portes des maisons de certains villages, en guise de porte-bonheur et de protection.
Autrefois, on mangeait son cœur comestible, ses feuilles épineuses servaient à carder la laine des moutons, sa racine était considérée comme remède contre de nombreux maux et maladies.

## Menaces et conservations
La Carline à feuilles d'acanthe est une espèce protégée en France. La sous-espèce Carlina acanthifolia subsp. cynara est « en danger critique d'extinction » (CR) en Auvergne.